# Barbara Fiala
Barbara Fiala (ur. 1935, zm. 17 czerwca 2009) – polska koszykarka i trenerka, w latach 60. i 70. XX wieku. Zawodniczka Startu i AZS Lublin.
Przez pewien okres występowała w zespole akademiczek wraz ze swoją córką Iwoną. Po zakończeniu kariery była trenerką lubelskich klubów. Została pochowana na cmentarzu komunalnym na Majdanku (kwatera S4K2/2/8).

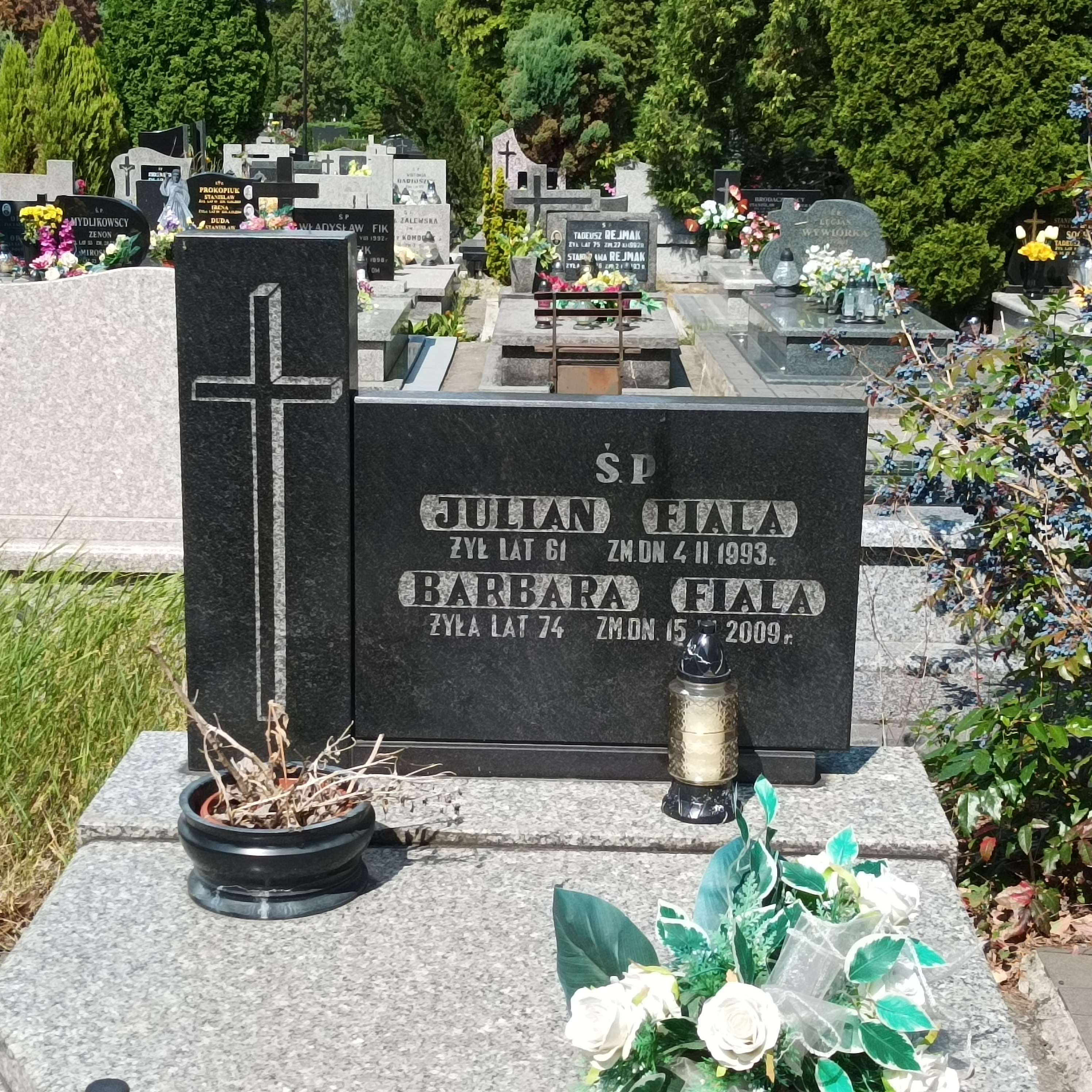
Grób Barbary Fialina cmentarzu komunalnym na Majdanku w Lublinie